# Stille diplomatie
Stille diplomatie is het op een onopvallende manier uitoefenen van invloed op een autoriteit om te proberen een einde te maken aan een bepaalde misstand. Stille diplomatie is een alternatief voor openlijke protesten en is erop gericht dat een autoriteit zonder gezichtsverlies concessies kan doen, omdat niet bekend wordt gemaakt dat ze hebben toegegeven aan druk van buitenaf.
Het begrip stille diplomatie is afkomstig uit de wereld van de diplomatie en de internationale politiek, maar wordt ook daarbuiten gebruikt. 

## Internationale politiek
Het doel van stille diplomatie is meestal het verdedigen van de rechten en vrijheden van mensen die worden vervolgd om hun geloof of overtuiging, of omdat ze behoren tot een minderheidsgroep. Stille diplomatie kan worden toegepast door personen met een hoge of machtige positie, bijvoorbeeld regeringsvertegenwoordigers of diplomaten. 
Het alternatief voor stille diplomatie zijn openlijke methoden om druk uit te oefenen, zoals door resoluties, economische sancties, boycots en militair ingrijpen.
Diplomatieke handelingen zijn vaak geheim  en lang niet alle geheime diplomatieke handelingen zijn stille diplomatie. Stille diplomatie moet bijvoorbeeld onderscheiden worden van vooronderhandelingen. Vooronderhandelingen betreffen vaak ook strikt geheime diplomatie, maar hebben als doel om vijandige partijen zover te krijgen dat ze met elkaar gaan onderhandelen.

## Websites
- ENSIE en Amnesty International. Stille diplomatie, 2 juli 2015.